# پالومبارو
پالومبارو (به ایتالیایی: Palombaro) یک منطقهٔ مسکونی در ایتالیا است که در استان کییتی واقع شده‌است.

## خصوصیات
پالومبارو ۱۷ کیلومترمربع مساحت و ۱٬۱۴۶ نفر جمعیت دارد و ۵۳۶ متر بالاتر از سطح دریا واقع شده‌است.